# 胡齊斯坦省

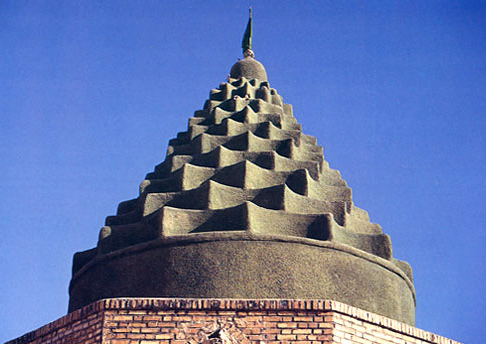
相片中的圓頂在胡齊斯坦省隨處可見，是當地建築工藝的特殊標誌。這座圓頂屬於Imamzadeh Hamzeh陵寢，位於馬赫夏赫爾港和亨迪詹之間。

胡齊斯坦省，又译胡泽斯坦省（羅馬化：Ostān-e Khūzestān）是伊朗的31個行省之一，位於西南部，與伊拉克接壤，臨波斯灣，省會是阿瓦士，面積63,238平方公里。在2014年6月，伊朗將全國劃分為五個區域，胡齊斯坦省屬於第4區。
這個省的歷史在伊朗最悠久，常被稱為“國家誕生之地”，因為它是埃蘭文明肇始之地。胡齊斯坦在歷史上屬於古代近東最重要的地區之一，歷史學家將這裡定為古埃蘭王朝的所在，當時的都城是在蘇薩。阿契美尼德帝國的古波斯語中稱埃蘭（Elam）為Hujiyā，阿契美尼德人征服這裡，建立帝國。胡齊斯坦的意思是“胡齊人的土地”，指的是這個省的原始居民，即“蘇薩人（Susian）”（古波斯語“Huza”或“Huja”，如在納克什魯斯塔姆的大流士大帝陵寢上的銘文所示）。希伯來語資料稱這個地方為蜀山（Shushan），記錄寫為“Hauja”或“Huja”。在中古波斯語中，寫法又演變為“Khuz”和“Kuzi”。早期安息帝國及薩珊王朝的銘文將這個省的名稱寫為Khwuzestan。
在歷史中的大部分時間，省會所在地都在當地北部，首先是蘇薩，然後是舒什塔爾。在薩珊王朝時曾短暫把省會建在當地的地理中心，一處稱為霍爾木茲·阿達瑟（Hormuz-Ardasher）的河鎮，這個地方是王朝創建者阿爾達希爾一世在公元三世紀於一座古老，稱為Hoorpahir的地點上所建，這個城鎮就是今日的阿瓦士。但在後來的薩珊王朝，和整個伊斯蘭時代，省會所在遷回舒什塔爾，並繼續留在那裡，直到卡扎爾王朝晚期才有所改變。
隨著抵達胡齊斯坦海岸的海上國際貿易增加，阿瓦士更適合作為省會的地點。船舶可由海上沿卡倫河一直通航至阿瓦士（再往上，就是急流，不利船舶航行）。因此卡扎爾王朝國王納賽爾丁·沙重新再造阿瓦士，並以他的名字納塞里（Nâseri）重新命名（到1930年代，再改回阿瓦士的名稱）。舒什塔爾很快的沒落，而阿瓦士/納塞里則繁榮到今日。
胡齊斯坦省以其種族多樣而聞名。當地的人口包括盧爾人、阿拉伯裔伊朗人、卡什加人、阿夫沙爾人、本地波斯人、和亞美尼亞裔伊朗人。 當地人口主要是什葉派穆斯林，但有少數的基督教、猶太教、遜尼派穆斯林、和極少數的曼達安信徒。胡齊斯坦人口中有一半是巴赫蒂亞里人（盧爾人的一個分支）。
自1920年代以來，基於宗教和種族原因所產生的緊張局勢，常引發暴力和分裂的企圖，包括1979年的暴亂（請參考1979年胡齊斯坦省暴亂）、2005年的動亂（請參考2005年阿瓦士動亂）、2005-06年炸彈襲擊（請參考2005-2006年阿瓦士炸弹袭击）、和2011年抗議（請參考胡齊斯坦省2011抗議事件），引起國際人權組織對伊朗的批評。1980年，該地區被伊拉克軍隊入侵，而引發兩伊戰爭。目前，胡齊斯坦省在伊斯蘭議會中有18名代表（迄2020年，全國有290名代表），同時，它在專家會議上有6名代表（迄2016年，全國總共有90名代表）。

## 名詞來源
胡齊斯坦的意思是“胡齊人的土地”，指的是這個省的原始居民，即“蘇薩人（Susian）”（古波斯語“Huza”，中古波斯語“Khuzi”或“Husa” ）阿瓦士的名稱也與胡齊斯坦的名稱具有相同的起源，是阿拉伯文中不規則複數名稱“Suq al-Ahvaz”（胡齊人的市場，中世紀時對這個城鎮的稱呼），取代伊斯蘭時期之前的波斯名稱。
在薩法維王朝塔赫瑪斯普一世（1524-1576年）統治時，以及整個16世紀，這個省仍被稱為Khudhi或Khooji。該省南部一半-阿瓦士嶺的南部和西南部，到17世紀是以阿拉伯斯坦（Arabistan）而知名（至少是薩法維王朝貴族間）。同時代的歷史，由伊斯坎達·貝格·芒什撰寫的歷史作品《阿拉瑪拉伊·阿巴貝》（Alamara-i Abbasi，阿拉瑪拉伊·阿巴貝的歷史，在國王阿拔斯一世（1588年–1629年）統治期間寫成），將胡齊斯坦省南部稱為“阿拉伯斯坦”。北半部仍被稱為胡齊斯坦。1925年，全省恢復舊名稱，阿拉伯斯坦的名稱被廢除。
還有一種很古老的民間傳說名稱來源，它用“khouz”代表糖，而“Khouzi”則代表製作原糖（紅糖）的人。自薩珊王朝時代以來，這個省一直是蔗糖產區，例如迪茲富勒的迪茲河一帶的蔗田。Khouzhestan一直是Khouzhies（根據民間說法-製糖人）的土地，即使到今日，人們仍在哈夫特·提埤種植甘蔗。有很多想尋找其他線索來佐證前述名詞來源的嘗試，但沒一項站得住腳。

## 地理和氣候
胡齊斯坦省基本上可分為兩個地區；阿瓦士嶺以北有連綿起伏的丘陵和山區，以及以南的平原和沼澤地。該地區由卡倫河、卡克赫河、賈拉希河、和馬龍河提供灌溉水源。北部地區存有非波斯裔的巴赫蒂亞里人少數民族，而南部地區則始終擁有稱為 Khuzis的各種少數民族。自1940年代以來，來自伊朗各地尋求工作機會者大量湧入波斯灣沿岸的石油和商業中心，使得這裡操波斯語的人越來越多。目前，胡齊斯坦省仍保有其多樣化的族群。
胡齊斯坦省具有龐大的農業發展潛力，伊朗其他省份難以比擬。一年四季不斷流的大河遍布全省，為肥沃土地提供水源。伊朗水量最大的卡倫河，長850公里，跨越全省，注入波斯灣。然而，這些河流中的大多數（尤其是在其下游地區）的農業潛力，因為受河水攜帶鹽分而有阻礙，鹽分的含量隨著河水遠離發源的山地和丘陵，越往下游，累積越多。
以卡倫河為例，它有一條支流，叫Rud-i Shur（“鹹水河”），在舒什塔爾上方注入卡倫河，卡倫河絕大部分的鹽分都來自條支流。因此，如果可以將Rud-i Shur河水引開，則可大幅提高卡倫河淡水的水量。賈拉希河和卡爾凱河越往下游，鹽分問題越大。只有馬魯恩河無此問題。
當地氣溫通常很高，偶爾潮濕，特別是在南部，而冬季則寒冷又乾燥。夏季幾乎每天氣溫都超過攝氏45度（華氏113度），而冬季則可能降至零度以下，偶爾降雪，範圍最南延伸到阿瓦士為界。這個省可能是地球上最熱的地方之一，因為夏季最高溫度可升至攝氏55度（華氏131度）。但是衛星影像顯示，伊朗最熱的地方，是位於伊朗東方的盧特沙漠。在城市中，可靠的溫度範圍為攝氏−5至53度（華氏23至127度）之間。
胡齊斯坦省有沙漠情況，每年會經歷許多沙塵暴。

### 主要城市
省會阿瓦士，其他主要城市包括：阿巴丹、霍拉姆沙赫爾、迪茲富勒、安迪梅什克、舒什、舒什塔爾、貝赫貝漢、霍梅尼港、歐米迪耶、伊澤、巴格埃馬列克、馬赫夏赫爾港、蘇桑蓋爾德、拉姆霍爾木茲、沙代甘、馬斯吉德蘇萊曼、和霍韋伊澤。

### 胡齊斯坦省的縣
全省有26個縣。其中的17個的波斯語名稱及英語譯名分別如下：
| 波斯語              | 英語譯音                | 漢語譯音           |
| ------------------- | ----------------------- | ------------------ |
| شهرستان آبادان      | Abadan County           | 阿巴丹县           |
| شهرستان اندیمشک     | Andimeshk County        | 安迪梅什克县       |
| شهرستان اهواز       | Ahvaz County            | 阿瓦士县           |
| شهرستان ایذه        | Izeh County             | 伊澤縣             |
| شهرستان باغ‌ملک      | Bagh-e Malek County     | 巴格埃馬列克縣     |
| شهرستان ماهشهر      | Mahshahr County         | 馬赫夏赫爾縣       |
| شهرستان بهبهان      | Behbahan County         | 貝赫貝漢縣         |
| شهرستان خرمشهر      | Khorramshahr County     | 霍拉姆沙赫尔县     |
| شهرستان دزفول       | Dezful County           | 迪茲富勒加纳县     |
| شهرستان دشت آزادگان | Dasht-e-Azadegan County | 达什特埃阿扎德甘县 |
| شهرستان رامهرمز     | Ramhormoz County        | 拉姆霍爾木茲縣     |
| شهرستان شادگان      | Shadegan County         | 沙代甘县           |
| شهرستان شوش         | Shush County            | 舒什县             |
| شهرستان شوشت        | Shushtar County         | 舒什塔爾縣         |
| شهرستان لالی        | Lali County             | 拉利县             |
| شهرستان مسجد سلیمان | Masjed-Soleyman County  | 馬斯吉德蘇萊曼縣   |
| شهرستان هندیجان     | Hendijan County         | 亨迪詹县           |

## 歷史

### 古代

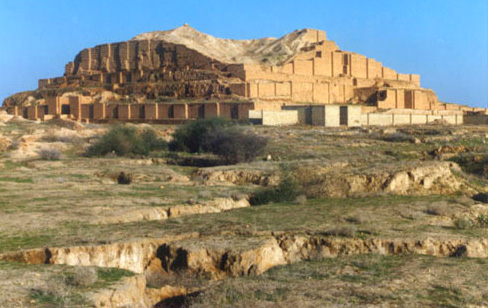
恰高·占比爾金字形神塔，埃蘭王朝時期所建。

胡齊斯坦省是古代文明中心之一，在蘇薩一帶，也是古代近東地區裡最重要的地區之一。在此建立的第一個大型王國，是公元前四千年的埃蘭王朝。
考古遺址證實胡齊斯坦全省是埃蘭文明（埃蘭人並非閃族，也是個不操印歐語系的種族），以及“波斯最早文明”發源地。Khuzestan（胡齊斯坦）這個名稱源自埃蘭（古波斯語寫為Ūvja）的名稱。
實際上，用伊朗研究學者埃爾頓·丹尼爾的說法，埃蘭人是“第一個地理意義上“伊朗”帝國的創始人”。
公元前640年，埃蘭人被亞述國王亞述巴尼拔擊敗，埃蘭的城市蘇薩和恰高·占比爾被亞述人摧毀。但經過米底王國80年的統治之後，阿契美尼德帝國的居魯士大帝在公元前538年得以重新征服這個原來是埃蘭人的領土。蘇薩隨後被宣佈為帝國首都之一。大流士於公元前521年在蘇薩建造一座宏偉的宮殿，稱為阿帕達納宮。但由於馬其頓亞歷山大大帝的征服，阿契美尼亞王朝的輝煌時期結束。蘇薩集體婚禮是亞歷山大在公元前324年於蘇薩舉行的盛大婚禮，馬其頓人集體迎娶波斯女性。在亞歷山大時期之後，統治這個地區的是塞琉古帝國。
塞琉古王朝衰落後，米特里達梯一世（在位時期公元前171年到137年）在此建立安息帝國。薩珊王朝興起後，這個地區恢復元氣，蓬勃發展，薩珊王朝時期在阿瓦士，舒什塔爾，和安迪梅什克北部建有許多宏偉建築。
在薩珊王朝沙普爾二世（在位期間公元309/310年到379年）統治初期，阿拉伯人從巴林越過波斯灣到達法爾斯的“阿達希爾-霍拉（Ardashir-Khora）”，並向內陸突襲。沙普爾二世率領一支遠征軍，穿越巴林以為報復，擊敗“Taghleb”，“Bakr bin Wael”和“Abd Al-Qays”三個阿拉伯部落的聯合部隊，並短暫進入內志中部的叶麻麦。薩珊王朝把這些部落遷往克爾曼和阿瓦士安置。戰爭之後，阿拉伯人將沙普爾二世稱為為“Shabur Dhul-aktāf”（英譯有"he who pierces shoulders"，"the man of the shoulders"，"The Possessor of Shoulder Blades"，因為他會將敵對的阿拉伯領導者或者殺死，或者將肩胛骨傷害，讓他們永遠無法執武器作戰）。
在那段薩珊王朝時期，有例如甘迪沙布爾學院著名的科學和文化中心設立，以匯集由埃及、拜占庭帝國、和羅馬而來的傑出醫藥家，顯示這個地區在當時的重要性和繁榮程度。甘迪沙布爾學院（醫學院）是奉沙普爾一世之命建立，由沙普爾二世修葺和復原，並在霍斯勞一世統治期間完成，並加以擴建。

### 穆斯林征服胡齊斯坦

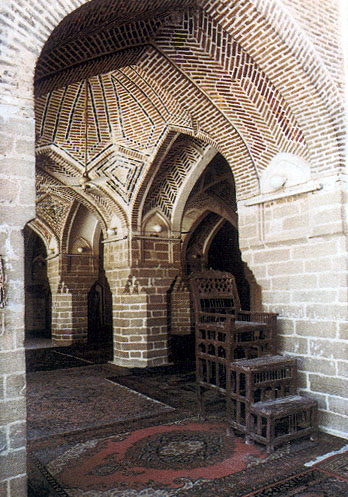
迪茲富勒聚禮清真寺。

由統治巴士拉的阿布·穆薩·阿什哈里指揮下的穆斯林阿拉伯人，在公元639年征服胡齊斯坦，他將波斯總督 霍姆贊趕出阿瓦士，接著攻陷蘇薩，霍姆贊因此逃往舒舒塔爾。他的部隊在那裡被阿布·穆薩·阿什哈里圍困18個月。舒舒塔爾最終在公元642年淪陷。《胡齊斯坦紀事》記錄說，一個住在城裡不知名的阿拉伯人，與阿拉伯軍人結識，他挖隧道穿過城牆，以換取城破之後三分之一的戰利品。阿拉伯征服者將聶斯脫里派教會信徒殺死-包括這座城市的牧師、霍爾米茲德主教、及其所有學生，但霍姆贊保住一命。
隨後是貢德沙布爾和底格里斯河沿線其他許多地區淪陷。纳哈万德战役後，穆斯林軍隊終於奪下整個胡齊斯坦。在穆斯林征服期間，薩珊王朝與非穆斯林阿拉伯部族結盟，這意味著這些戰爭是宗教性，而非民族性。例如在633-634年間，穆斯林軍隊的將領哈立德·本·瓦利德，在'Ayn Al-Tamr擊潰薩珊王朝旗下的幾個阿拉伯部族（Bakr、'Ejl、Taghleb、以及 Namer）的輔助部隊就是一例。
在伊朗南部駐軍的穆斯林定居點很快就有其他類型的擴張。例如，一些家庭藉此機會取得私人地產控制權。穆斯林征服後，胡齊斯坦人與其他伊朗人一樣受倭馬亞王朝和阿拔斯王朝阿拉伯王朝統治，直到伊朗東南部的雅庫伯·本·萊什薩法揭竿起義，最終建立短暫的薩法維王朝，重新取得對胡齊斯坦以及伊朗其他地區的控制。從那時起，由伊朗人所建立的王朝，將繼續統治這在伊朗歷史中有重要地位的胡齊斯坦。
在倭馬亞王朝時期，發生過兩次伊斯蘭內部鬥爭，第一次是在公元661年到665年，第二次是在年公元680年到684年（第二次伊斯蘭內戰)，大批游牧民族，有哈尼法（Hanifa）、巴努·塔米姆、和阿卜杜勒·蓋斯，他們越過波斯灣，佔領阿瓦士和法爾斯附近最富庶的巴斯拉地區。
阿巴斯王朝滅亡後，阿拉伯人向波斯移民的數目逐漸減少，但未曾停止過。在16世紀後期，來自科威特的巴尼·喀博部族（在波斯灣當地方言中發音為Chaub）移到胡齊斯坦定居。在隨後幾個世紀中，更多的阿拉伯部族從伊拉克南部遷移到胡齊斯坦。 

### 卡扎爾王朝時期
根據伊朗百科全書中的克利福德·埃德蒙·博斯沃思所說，在卡扎爾王朝時期，“這個省在薩法維王朝時被稱為阿拉伯斯坦。在卡扎爾時期，這個省由總督府統治。” 胡齊斯坦的另一半則沒被稱為阿拉伯斯坦。 這個省的北部，人口較多的地區，首府在舒什塔爾，仍保留胡齊斯坦的舊名稱，但由於在這一半有數量龐大的巴赫蒂亞里人，偶爾也被當作是大盧爾人區域的一部分。
1856年，英國海軍部隊在針對伊朗赫拉特而發動的英国-伊朗战争中，沿著卡倫河航行，一直攻到阿瓦士。但在隨後的協議，英國人從胡齊斯坦撤離。戰爭期間，在霍拉姆沙赫爾的酋長謝赫·賈比爾·阿爾·卡比領導的部落部隊抵抗入侵的英軍時，比中央政府所派遣的軟弱部隊，表現得更為英勇。但英國人入侵波斯胡齊斯坦和伊朗南部其他沿海地區，重點是迫使波斯人撤離赫拉特，而非永久佔領這些地區。

### 巴列維王朝時代
胡齊斯坦衝突源自于胡齊斯坦阿拉伯分離主義。
在1925年之前的二十年中，胡齊斯坦西部雖然名義上是波斯領土的一部分，但當地是被稱為“阿拉伯斯坦”自治酋長國，已經運作多年。胡齊斯坦東部則由巴赫蒂亞里人的酋長所統治。巴勒維王朝的禮薩汗登基，推動中央集權，阿拉伯斯坦酋長謝赫·賈比爾·阿爾·卡比針對此發動叛變，被迅速弭平，傷亡不多。胡齊斯坦西部地區酋長國，以及波斯的其他自治區於1925年被禮薩汗政府解散。此後，伊朗中央政府與當地阿拉伯民族主義者間低度衝突持續發生。
“胡齊斯坦”這個名字在1936年開始涵蓋全省。在巴列維王朝統治後的幾十年，胡齊斯坦省局勢相對平靜，並逐步獲得重要的經濟上，和防禦戰略上的地位。

### 伊斯蘭共和國

#### 革命之後
隨著1979年初發生的伊朗伊斯蘭革命，地方性的叛亂席捲全國，胡齊斯坦省也不例外。1979年4月，該省爆發由阿拉伯分裂主義團體-阿拉伯政治和文化組織（APCO）領導的叛亂（胡齊斯坦省1979年暴亂），試圖擺脫伊朗新的神權政府的統治。
阿拉伯分離主義團體在1979年在胡齊斯坦省發動叛亂後，在1980年又於英國倫敦發起伊朗大使館人質事件，這是分離主義者對伊朗政府在胡齊斯坦地區所做鎮壓行動的回應。恐怖分子最初希望擁有胡齊斯坦省自治權。後來他們要求釋放關在伊朗監獄裡面的91名同志。.聲稱對倫敦伊朗使館人質行動負責的組織（請參考胡齊斯坦衝突）在接下來的幾個月裡舉行多次新聞發表會，稱伊朗在胡齊斯坦省的統治是“霍梅尼的種族主義統治”。並威脅要採取進一步國際行動，以爭取胡齊斯坦省自治。但是由於這個團體與巴格達有聯繫，讓他們作為一純粹的伊朗反對團體論點無法立足，而被指控為他們實際上受伊拉克支持。他們的首領（“薩利姆”-艾恩·阿里·穆罕默德（Awn Ali Mohammed））和小組的另外四名成員被殺，第五名成員Fowzi Badavi Nejad被判處無期徒刑。

#### 兩伊戰爭
在兩伊戰爭期間，胡齊斯坦省是伊拉克入侵伊朗的重點，導致該省眾多的居民逃離。戰爭期間，胡齊斯坦受到伊朗各省中最嚴重的破壞。伊拉克總統薩達姆·侯賽因充滿信心，認為胡齊斯坦的阿拉伯人將對與伊拉克結盟的前景作出積極反應。但伊朗對入侵的抵抗異常猛烈，讓伊拉克軍隊挺進受絆，最終為伊朗的反攻開創機會。
曾經是伊朗最大的阿巴丹煉油廠被摧毀，長時間仍無法完全恢復。 許多著名的納克斯坦（nakhlestans（椰棗樹林））被摧毀，城市被破壞，歷史遺跡被拆除，該省將近一半曾被伊拉克軍隊佔領。有大量省民逃至其他省份，但這些省份並無足夠的後勤能力來接納這麼多的難民。
到1982年，伊朗軍隊終於將伊拉克部隊逐出伊朗。“光復霍拉姆沙赫爾”戰役（霍拉姆沙赫爾是戰爭前胡齊斯坦省最大的城市之一，也是伊朗最重要的港口）是戰爭的轉折點，伊朗每年都舉行公開儀式，慶祝這個勝利日。
由於伊拉克領導人薩達姆·侯賽因下令實施焦土政策，霍拉姆沙赫爾市在被收復之戰期間，幾乎被夷平。但伊朗軍隊終能因此把伊拉克人對伊朗其他城市的焦土政策成功遏制。

#### 2005年至今
2005年，在2005年阿瓦士暴動事件之後，阿瓦士又發生過幾次恐怖襲擊。第一次爆炸發生在2005年6月12日總統大選之前。2011年，阿拉伯部族的另一波抗議浪潮主要發生在阿瓦士市區（請參考2011年胡齊斯坦抗議事件）。

## 政治
胡齊斯坦省是一個種族多元的省份，是許多不同種族的家園。這與胡齊斯坦的選舉政治息息相關，少數民族的權利在該省的政治文化中佔著重要的角色。它與伊拉克接壤的地理位置，及其石油資源，也使其成為政治敏感地區，特別是考慮到外國干預的歷史，特別是1980年伊拉克的入侵。
一些種族團體抱怨石油資源產生的收入分配問題，聲稱中央政府沒將石油行業的利潤用於創造就業機會，戰後重建和福利項目。當地胡齊斯坦人的人類發展指數低下，與當地石油工業所產生的財富形成對比。少數群體權利經常被視為具有戰略意義的問題，伊朗政府認為種族動盪是外國政府為破壞該國的石油工業及其內部穩定而產生。因此，胡齊斯坦的政治具有國際意義，並超越選舉政治領域。
根據詹氏資訊集團的說法，“大多數伊朗阿拉伯人尋求憲法保障的權利，沒有分裂主義的議程……雖然某些阿拉伯激進主義者確實是分裂主義者，但大多數人視自己為伊朗人，並宣示他們對國家領土完整的承諾。” 

## 人民與文化

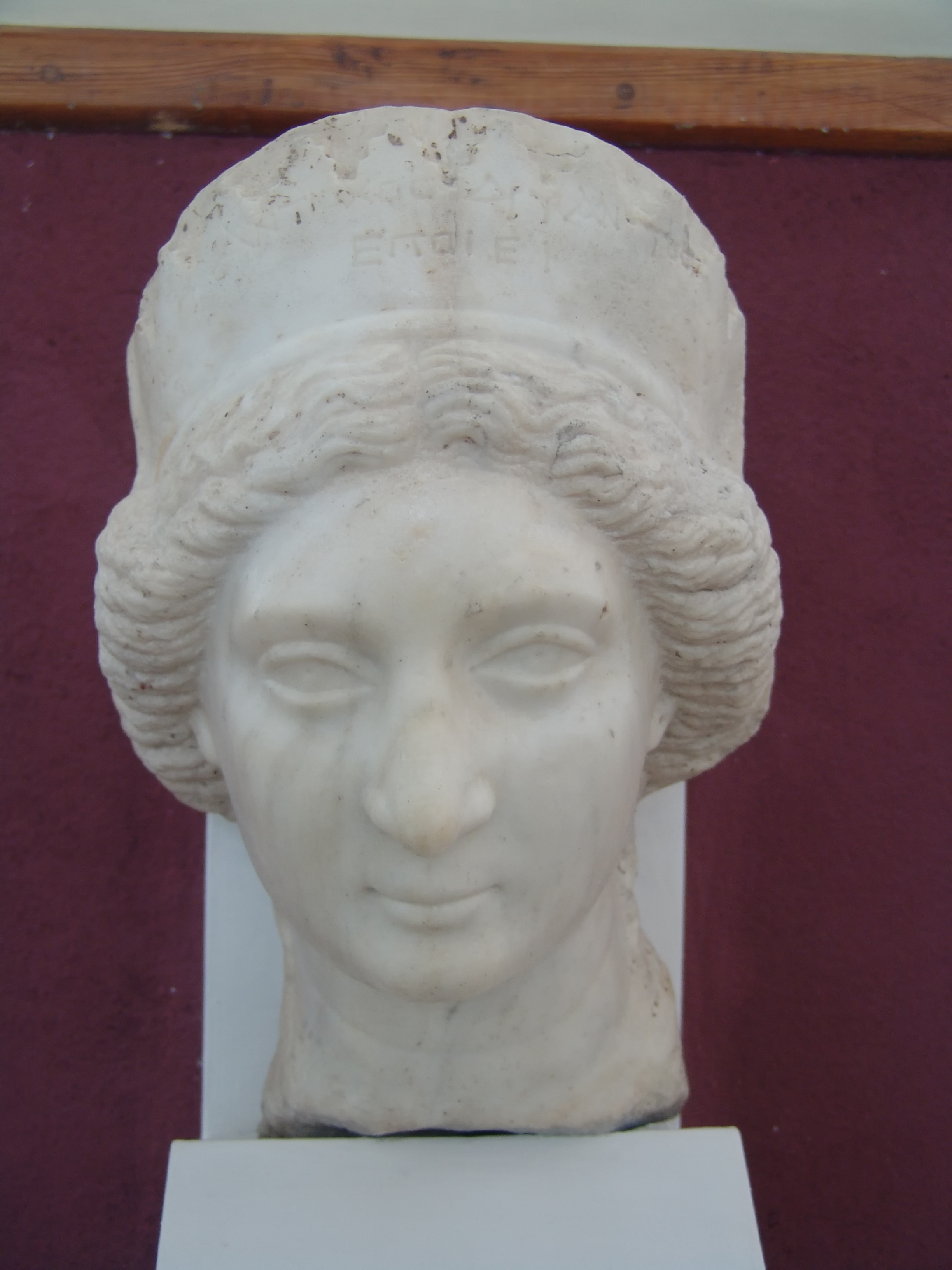
安息帝國弗拉特斯四世妻子穆薩半身像，1939年在胡齊斯坦發掘而得，伊朗國家博物館收藏。

根據1996年人口普查，該省人口估計為370萬人，其中約62.5％住在城市中、36.5％為農村居民、其餘1％為非居民。根據2004年的人口普查，這個省估計有4,711,000居民。
胡齊斯坦省居住許多不同的種族。

### 文學
長期以來，胡齊斯坦一直是波斯許多作家和詩人的主題，並利用其豐富的食糖生產託寓為“甜蜜”。一些流行的詞句是：
“她的嘴唇流淌著蜜糖，

那種在胡齊斯坦流淌的蜜糖。”

--尼扎米
“妳的優雅體型像卡什馬爾的柏樹，

妳甜美的嘴唇就像胡齊斯坦的糖。”

附註：卡什馬爾的柏樹是祆教中的聖樹
--尼扎里·古希斯塔尼
“所以薩姆不用騎馬走太遠

從阿瓦士一直到坎大哈。”

--菲爾多西

### 語言
| Languages of Khuzestan Province | Languages of Khuzestan Province | Languages of Khuzestan Province | Languages of Khuzestan Province | Languages of Khuzestan Province |
| ------------------------------- | ------------------------------- | ------------------------------- | ------------------------------- | ------------------------------- |
| Language                        | Language                        |                                 | Percente                        | Percente                        |
| 卢尔语                          | 卢尔语                          |                                 | 33.6%                           | 33.6%                           |
| 波斯語                          | 波斯語                          |                                 | 31.9%                           | 31.9%                           |
| 阿拉伯語                        | 阿拉伯語                        |                                 | 30.2%                           | 30.2%                           |
| 卡什加語                        | 卡什加語                        |                                 | 2.5%                            | 2.5%                            |
| 庫爾德語                        | 庫爾德語                        |                                 | 1%                              | 1%                              |
| 其他                            | 其他                            |                                 | 0.7%                            | 0.7%                            |

根據伊朗文化和伊斯蘭指導部在2010年所做的調查，胡齊斯坦省阿拉伯人佔33.6％、波斯人約佔31.9％、盧爾人及巴赫蒂亞里人則佔30.2％。除波斯語外，胡齊斯坦還使用其他語言/方言。例如，胡齊斯坦的一部分人說阿拉伯語（胡齊斯坦阿拉伯語）。另有一部分使用巴赫蒂亞里方言，等等。
胡齊斯坦省的原始居民操胡齊斯坦波斯方言，這是當地所特有，根植於古波斯語和埃蘭語言。胡齊斯坦語中最廣泛使用的方言是巴赫蒂亞里方言。除蘇桑蓋爾德和霍韋伊澤之外，到處都有巴赫蒂亞里人。許多當地人都講雙語，既講波斯語，又講以下語言/方言之一：胡齊語（如 Dezfuli/Shushtari、Behbahani、Ramhormozi、Ghanavati、和Mahshahri），或部族語言，如巴赫蒂亞里方言、胡齊斯坦阿拉伯語、Bahmee、和Qashqai。少數曼達安人使用現代曼達安語，主要是在阿瓦士和迪茲富勒使用。這是古老的曼達安語，混雜著胡齊語。胡齊斯坦說的阿拉伯語是美索不達米亞阿拉伯語，與伊拉克說的相同。阿瓦士、蘇桑蓋爾德、霍韋伊澤、沙代甘、歐米迪耶，和近來的的霍拉姆沙赫爾是主要使用阿拉伯語的城市。但是主要的阿拉伯裔人是在西南部，從伊朗與伊拉克交界的的游牧和農村地區，一直到阿瓦士市區。胡齊斯坦省西部的波斯人和巴赫蒂亞里人群體都說他們當地獨特的方言。找到能夠說他們自己的語言外，還能說其他幾種當地方言的人，並不罕見。

### 傳統與宗教
胡齊斯坦省的民間音樂豐富多彩，充滿歡樂氣氛，每個當地族群在這裡都有自己豐富的傳統和遺產。
當地人主要是什葉派穆斯林，也包括少數的遜尼派穆斯林、猶太人、基督教徒、以及甚小的曼德安人族群。胡齊斯坦人也因熱情好客，和慷慨大方而備受推崇。

### 美食
海鮮是當地美食中最重要的部分，但也有許多其他菜餚。最流行的胡齊斯坦菜叫Ghalyeh Mahi，是一種用大量香料，加上洋蔥和香菜烹製的菜餚。菜中使用的魚在當地稱為mahi soboor（鯡魚），一種在波斯灣捕撈的魚。其他地方特色菜餚還包括Ghalyeh Meygu（“砂鍋蝦”），ashe-mohshala（一種在霍拉姆沙赫爾燉煮的早餐），særshir（一種在迪茲富勒提供的重奶油早餐），hælim（一種在舒什塔爾用小麥粉和羊肉絲做的早餐）和kohbbeh（一種源自阿拉伯黎凡特羊肉餅 （包有有牛肉餡及香料的油炸米糕）。
另請參閱伊朗飲食。

## 經濟

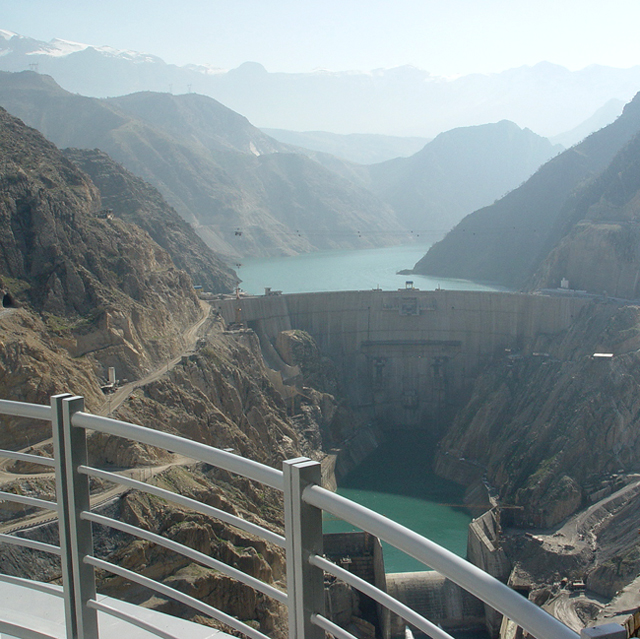
新近完成的卡倫河三號大壩

胡齊斯坦省是伊朗的主要產油區，因此是伊朗最富有的省份之一。在伊朗國內生產總值（GDP）中，排名第三。
2005年，伊朗政府宣布計劃在胡齊斯坦省建造該國的第二座核子反應爐。這座360百萬瓦（請參考瓦特）反應爐是輕水反應爐。
胡齊斯坦省內還有阿凡德自由貿易區。它是伊朗的六個經濟自由貿易區之一。另外在馬赫夏赫爾港有個石油化工經濟特區。

### 船運
卡倫河是伊朗唯一可通行船舶的河流。在英國的奧斯丁·亨利·萊亞德發現之後，直到幾十年前，英國人通過卡倫河的水路，將他們的商品，透過阿瓦士運到舒什塔爾附近的蘭加爾（Langar），然後再經陸路，將貨物運往馬斯吉德蘇萊曼，在那兒的那納富頓油田有他們首開挖出的油井。卡倫河道能容納相當大的船舶航行到舒什塔爾。 

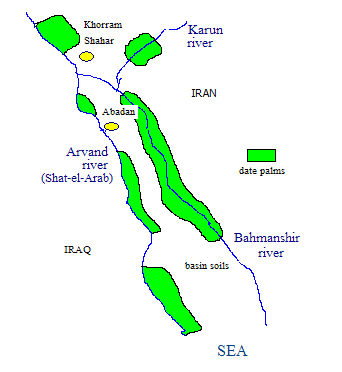
阿巴丹島的素描，顯示河流以及椰棗林分佈。

卡克赫河、賈拉希河、阿拉伯河、Handian河、Shavoor河、巴曼瑟河、馬龍河、迪茲河，以及許多其他以潟湖、池塘、和沼澤等形式的河流和水源，證明這個省水資源的豐沛，也是該地區得以生產多樣農產品的主要原因。

### 農業
胡齊斯坦省有豐富的水和肥沃的土地，而成一個富饒的區域。各種農產品，例如小麥、大麥、植物油種籽、稻米、桉樹、草藥，當地有許多椰棗和柑橘農場；有適合種植橄欖的山地，再加上甘蔗，在在顯示出這座肥沃平原的巨大潛力。 2005年，甘蔗種植面積為51,000公頃，蔗糖產量35萬噸。.豐沛的供水，河流，和水壩也促成這個地區有豐富的魚類養殖事業。
。
阿巴丹島是生產椰棗的重要地區，但是在兩伊戰爭期間，伊拉克軍隊侵入後將之破壞。椰棗林通過潮汐灌溉方式進行灌溉。海水漲潮時，河流中的（淡水）水位上升，河流淡水透過運河流進往種植果園的人工灌溉渠道。退潮時，運河將剩餘河水排回河中。

### 工業
胡齊斯坦省有幾家蔗糖廠，其中包括舒什塔爾附近的Haft Tepe和Karun Agro Industry。
卡倫河三號大壩和卡倫河四號大壩，卡克赫河大壩大壩，以及石油儲備為伊朗提供國家收入和能源來源。石油化工、鋼鐵業、管線製造、發電廠、化工廠、和大型煉油廠，是伊朗的一些主要工業設施。

### 石油
胡齊斯坦省還是亞達瓦蘭油田的所在地，該地區本身就是主要油田，也佔了有爭議的阿爾-法卡油田的一部分。胡齊斯坦省擁有伊朗80％的陸上石油蘊藏量，佔伊朗全國石油總蘊藏量的57％，對伊朗經濟不可或缺。

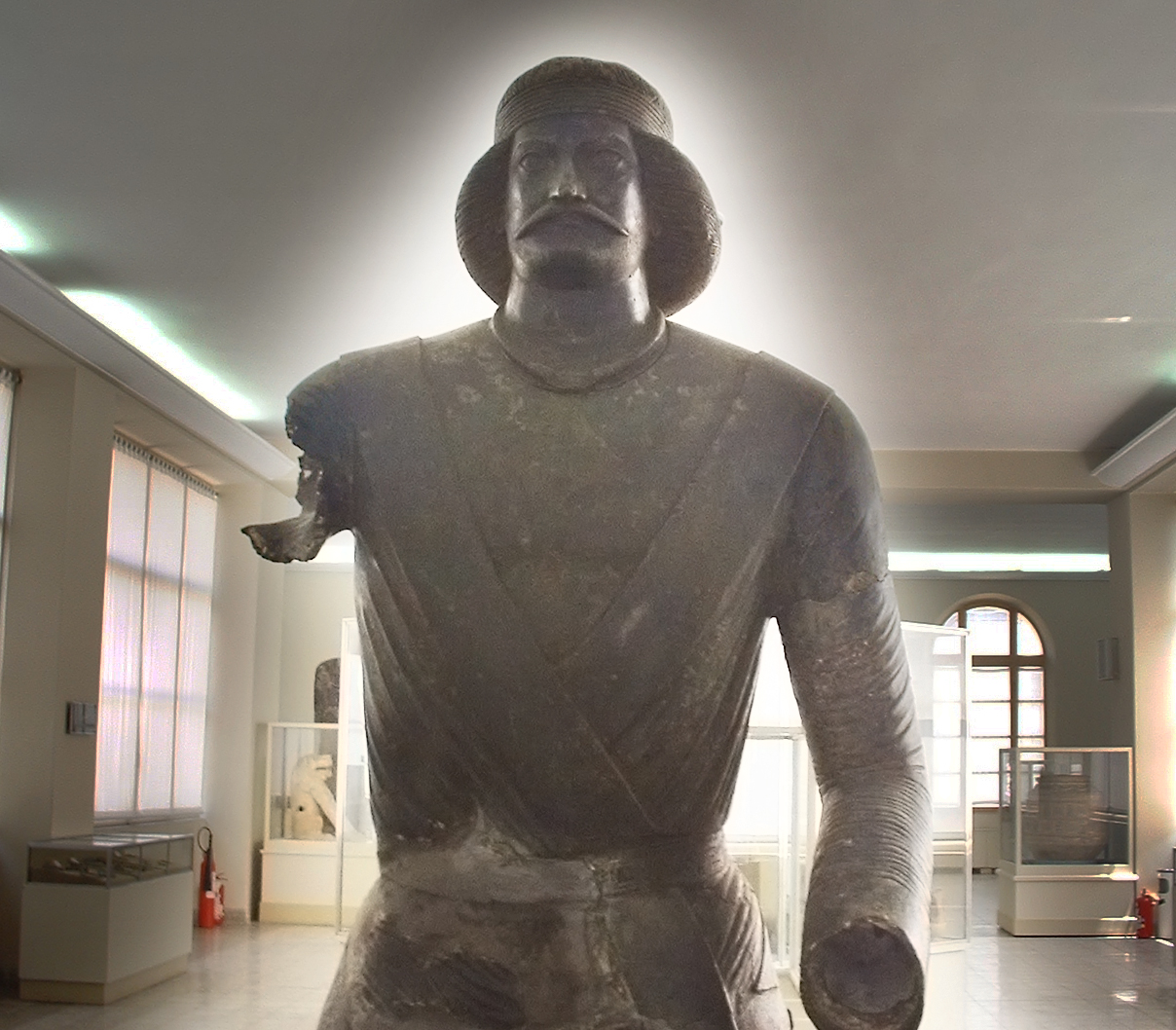
胡齊斯坦發掘而得安息帝國王子塑像（約公元100年）。德黑蘭伊朗國家博物館收藏。

## 外部連結
- Houchang E. Chehabi (编). . Bibliographia Iranica. USA: Iranian Studies Group at MIT.   [2021-06-14]. （原始内容存档于2021-11-02）. (Bibliography)